# Cupa României 1991-1992
Ediția 1991-1992 a fost a 54-a ediție a Cupei României la fotbal. A fost câștigată de Steaua București, care a învins-o în finală pe FC Politehnica Timișoara.

## Șaisprezecimi
| Data          | Echipă gazdă          |   | Echipă oaspete        | Rezultat   |
| ------------- | --------------------- | - | --------------------- | ---------- |
| 1 martie 1992 | Unirea Alba Iulia     | – | Argeș Pitești         | 4:2 (pen.) |
|               | Foresta Brebu         | – | Dinamo București      | 1:3        |
|               | Progresul București   | – | Rapid București       | 5:6 (pen.) |
|               | Sportul Studențesc    | – | Selena Bacău          | 4:0        |
|               | Viscofil București    | – | Electroputere Craiova | 1:3        |
|               | Dunărea Călărași      | – | Gloria Bistrița       | 3:2        |
|               | Constructorul Craiova | – | FCU Craiova           | 0:1        |
|               | Unirea Dej            | – | Steaua București      | 0:4        |
|               | Corvinul              | – | FC Brașov             | 3:2        |
|               | Hușana Huși⁠(d)        | – | FC Ploiești           | 1:2        |
|               | Minerul Mătăsari      | – | ASA Tîrgu Mureș       | 0:2        |
|               | Gaz Metan             | – | Farul                 | 0:5        |
|               | Ceahlăul              | – | Oțelul Galați         | 0:2        |
|               | Unirea Seini          | – | Poli Timișoara        | 0:1 (d.p.) |
|               | CFR Timișoara         | – | Inter Sibiu           | 7:6 (pen.) |
|               | Mureșul Toplița       | – | Dacia Unirea Brăila   | 0:1        |

## Optimi
| Data           | Oraș           | Echipă gazdă        |   | Echipă oaspete        | Rezultat   |
| -------------- | -------------- | ------------------- | - | --------------------- | ---------- |
| 11 martie 1992 | Brașov         | CFR Timișoara       | – | Oțelul Galați         | 7:6 (pen.) |
|                | București      | Sportul Studențesc  | – | Dinamo București      | 1:0        |
|                | Buzău          | Dacia Unirea Brăila | – | Rapid București       | 1:0        |
|                | Orșova         | Poli Timișoara      | – | Electroputere Craiova | 2:0        |
|                | Pitești        | FCU Craiova         | – | FC Ploiești           | 2:1        |
|                | Ploiești       | Dunărea Călărași    | – | ASA Tîrgu Mureș       | 2:1        |
|                | Plopeni        | Steaua București    | – | Unirea Alba Iulia     | 3:0        |
|                | Râmnicu Vâlcea | Farul               | – | Corvinul              | 4:1        |

## Sferturi
Turul s-a jucat pe 26 martie 1992, iar returul pe 15 aprilie 1992.
| Gazdă               | Scor | Oaspete            | Tur | Retur |
| ------------------- | ---- | ------------------ | --- | ----- |
| Dacia Unirea Brăila | 1:2  | FCU Craiova        | 1:0 | 0:2   |
| Steaua București    | 6:0  | Sportul Studențesc | 3:0 | 3:0   |
| Dunărea Călărași    | 1:2  | Poli Timișoara     | 1:0 | 0:2   |
| Farul               | 5:2  | CFR Timișoara      | 4:1 | 1:1   |

## Semifinale
Turul s-a jucat pe 27 aprilie 1992, iar returul pe 3 iunie 1992.
| Gazdă            | Scor | Oaspete     | Tur | Retur |
| ---------------- | ---- | ----------- | --- | ----- |
| Steaua București | 5:4  | FCU Craiova | 3:1 | 2:3   |
| Poli Timișoara   | 2:0  | Farul       | 1:0 | 1:0   |

## Finala
| 26 iunie 1991 20:30 | Steaua București            | 1 – 1 (3-2 pen.) | Poli Timișoara   | Stadionul Regie, București Spectatori: 8.000 Arbitru: Adrian Porumboiu (Vaslui) |
| 26 iunie 1991 20:30 | 14' Alexandru Csaba Andrasi |                  | Marcel Băban 20' | Stadionul Regie, București Spectatori: 8.000 Arbitru: Adrian Porumboiu (Vaslui) |

| STEAUA BUCUREȘTI: |                         |     |
|                   |                         |     |
| P                 | Daniel Gherasim         |     |
| F                 | Aurel Panait            |     |
| F                 | Anton Doboș             |     |
| F                 | Bogdan Vișan Bucur      |     |
| F                 | Nicolae Ungureanu       | 73' |
| M                 | Cristian Mustacă        |     |
| M                 | Basarab Panduru         |     |
| M                 | Ilie Dumitrescu         |     |
| M                 | Ilie Stan               |     |
| A                 | Alexandru Csaba Andrasi |     |
| A                 | Marian Popa             | 54' |
| Înlocuiri:        |                         |     |
| A                 | Ion Vlădoiu             | 54' |
| M                 | Cornel Cristescu        | 73' |
| Antrenor:         |                         |     |
| Victor Pițurcă    |                         |     |

| POLITEHNICA TIMIȘOARA: |                    |      |
|                        |                    |      |
| P                      | Ioan Almășan       |      |
| F                      | Constantin Varga   |      |
| F                      | Tiberiu Csik       |      |
| F                      | Petru Andreaș      |      |
| F                      | Adrian Stoicov     |      |
| M                      | Ion Roșu           |      |
| M                      | Emilian Diaconescu |      |
| M                      | Adrian Crăciun     |      |
| M                      | Octavian Popescu   | 100' |
| A                      | Marcel Băban       |      |
| A                      | Sorin Vlaicu       | 76'  |
| Înlocuiri:             |                    |      |
| A                      | Călin Rosenblum    | 76'  |
| M                      | Florin Bătrânu     | 100' |
| Antrenor:              |                    |      |
| Ion V. Ionescu         |                    |      |